# Кинематографическая вселенная Marvel: Четвёртая фаза
Четвёртая фаза медиафраншизы «Кинематографическая вселенная Marvel» (КВМ) — серия американских супергеройских фильмов и телесериалов, созданных Marvel Studios и основанных на персонажах Marvel Comics. В фазу войдут все проекты Marvel Studios с 2021 по 2022 годы. Впервые в истории киновселенной в фазу входят телесериалы стриминг-сервиса Disney+, чьи события связаны с фильмами и являются официальным каноном. Фаза началась в январе 2021 года премьерой сериала «Ванда/Вижн», а в июле того же года вышел первый фильм фазы «Чёрная вдова». Фаза завершилась в декабре 2022 года релизом проекта «Стражи Галактики: Праздничный спецвыпуск». Даты премьер проектов менялись несколько раз в связи с пандемией коронавируса. Кевин Файги является продюсером всех фильмов и исполнительным продюсером всех телесериалов фазы; кроме того, Джонатан Шварц выступает продюсером ленты «Шан-Чи и легенда десяти колец», Нейт Мур — продюсером фильма «Вечные» и «Чёрная пантера: Ваканда навеки», Эми Паскаль — продюсером картины «Человек-паук: Нет пути домой», а Брэд Уиндербаум — продюсером фильма «Тор: Любовь и гром».
В фазу входят следующие фильмы: «Чёрная вдова» со Скарлетт Йоханссон в роли Наташи Романофф / Чёрной вдовы, «Шан-Чи и легенда десяти колец» (сентябрь 2021 года) с Симу Лю в главной роли, «Вечные» (ноябрь 2021 года), «Человек-паук: Нет пути домой» (декабрь 2021 года) с Томом Холландом в главной роли, «Доктор Стрэндж: В мультивселенной безумия» (май 2022 года) с Бенедиктом Камбербэтчем в роли доктора Стивена Стрэнджа, «Тор: Любовь и гром» (июль 2022 года) с Крисом Хемсвортом в роли Тора и «Чёрная пантера: Ваканда навеки» (ноябрь 2022 года) с Летишей Райт в роли Шури.
Частью фазы являются следующие телесериалы: «Ванда/Вижн» с Элизабет Олсен и Полом Беттани в ролях Ванды Максимофф и Вижна, «Сокол и Зимний солдат» (март 2021 года) с Энтони Маки и Себастианом Стэном в главных ролях, первый сезон «Локи» (июнь 2021 года) с Томом Хиддлстоном, первый сезон анимационного сериала «Что, если…?» (август 2021 года) с Джеффри Райтом в главной роли, «Соколиный глаз» (ноябрь 2021 года) с Джереми Реннером и Хейли Стайнфелд, «Лунный рыцарь» (март 2022 года) с Оскаром Айзеком в главной роли, «Мисс Марвел» (июнь 2022 года) с Иман Веллани в роли Камалы Хан, серия короткометражных анимационных фильмов «Я есть Грут» (август 2022 года) с Вином Дизелем в главной роли, «Женщина-Халк: Адвокат» (август 2022 года) с Татьяной Маслани в главной роли, а также Ночной оборотень (октябрь 2022 года) с Гаэлем Гарсиа Берналем в главной роли и «Стражи Галактики: Праздничный спецвыпуск» (ноябрь 2022 года). Четвёртая, пятая и шестая фазы вместе составляют арку «Сага Мультивселенной».

## Разработка
К октябрю 2016 года компания Disney определила даты выхода фильмов Marvel Studios на 2020 и 2021 годы. Президент Marvel Studios Кевин Файги рассказал, что некоторые из готовящихся фильмов уже известны: «Мы знаем, какими именно [фильмами] хотим заполнить 2020 год. На протяжении многих лет нам везёт, что планы остаются почти такими же, но мы всегда оставляем себе возможность приспособиться, если придётся». Файги не был уверен, продолжат ли они группировать фильмы в фазы после окончания Третьей фазы в 2019 году, сказав: «Это может стать чем-то новым», но в декабре 2018 года стало ясно, что в отношении ближайших к выходу фильмов будет использоваться термин «Четвёртая фаза». Кевин Файги выразил надежду на анонс дальнейшего расписания киновселенной после премьеры «Мстителей: Финал» (апрель 2019 года), а глава Disney Боб Айгер позже уточнил, что это произойдёт летом 2019 года.
К ноябрю 2017 года Disney уже начала разрабатывать телесериалы по киновселенной для своего нового стриминг-сервиса Disney+, который должен был запуститься до конца 2019 года. В сентябре 2018 года руководство Marvel Studios раскрыло, что для Disney+ действительно разрабатывается несколько мини-сериалов, чьи сюжеты будут сосредоточены на «несколько второстепенных» персонажах, которые не получили достаточно экранного времени и развития в фильмах, актёры вернутся к своим ролям из основной киновселенной. Телесериалы будут состоять из 6-8 эпизодов и иметь бюджет «серьёзного фильма». Производством проектов будет заниматься Marvel Studios, а не Marvel Television, создавшие несколько сериалов по киновселенной. Кевин Файги будет обладать решающим голосом при разработке проектов, концентрируясь на связи сериалов и фильмов. В феврале 2019 года Файги заявил, что телесериалы будут «полностью вовлечены в сюжеты прошлого, настоящего и будущего киновселенной», а месяцем позже в интервью добавил, что в мини-сериалах персонажи из фильмов будут продолжать развиваться, что повлияет на сюжеты будущих фильмов, а новые персонажи, представленные в мини-сериалах, могут позже появиться и на большом экране. В мае того же года Файги сравнил сериалы Disney+ с короткометражными фильмами Marvel One-Shots, которые выпускались раньше, сказав: «Лучшим в One-Shots было то, что мы могли воплотить в них других персонажей. Чрезвычайно интригующе, что теперь мы можем сделать это в большем масштабе на Disney+».

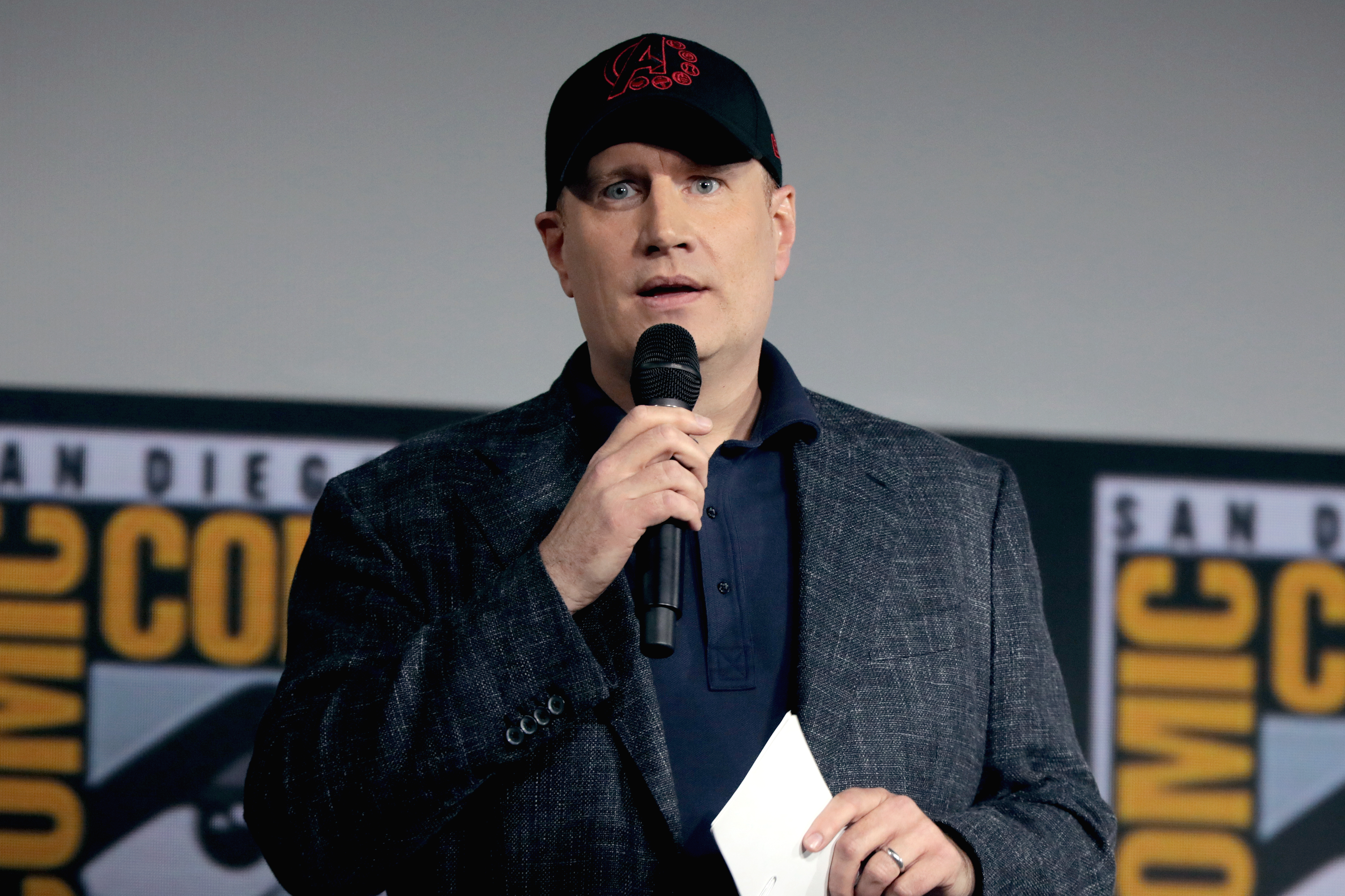
Кевин Файги анонсирует Четвёртую фазу на Комик-коне в Сан-Диего 2019

В июле 2019 года на панели Marvel Studios на Комик-коне в Сан-Диего Кевин Файги представил полное расписание Четвёртой фазы. В неё вошли пять фильмов: «Чёрная вдова», «Вечные», «Шан-Чи и легенда десяти колец», «Доктор Стрэндж: В мультивселенной безумия» и «Тор: Любовь и гром», — и 5 мини-сериалов: «Сокол и Зимний солдат», «Ванда/Вижн», «Локи», «Что, если…?» и «Соколиный глаз». Файги подтвердил связь событий фильмов и сериалов: например, телесериалов «Ванда/Вижн» и «Локи» и фильма «Доктор Стрэндж: В мультивселенной безумия». Глава студии отметил, что эти десять проектов полностью составят Четвёртую фазу, несмотря на то, что на тот момент в разработке уже находилось продолжение «Чёрной пантеры». Файги также заметил, что студия уже распланировала релизы фильмов после 2021 года. Месяцем позже на выставке D23 Expo Кевин Файги анонсировал три новых мини-сериала, которые войдут в фазу, «Мисс Марвел», «Лунный рыцарь» и «Женщина-Халк», а также дату выхода «Чёрной пантеры II» (6 мая 2022 года). В сентябре Disney и Sony Pictures объявили о подписании новой сделки по Человеку-пауку, таким образом, Marvel Studios и Кевин Файги будут заниматься производством фильма «Человек-паук: Нет пути домой».
В марте 2020 года из-за пандемии коронавируса премьера «Чёрной вдовы» была перенесена на неопределённый срок; авторы издания «Variety» попытались предположить, повлияет ли это на график выхода последующих фильмов фазы. В начале апреля Disney и Marvel Studios объявили, что всё расписание Четвёртой фазы сдвигается ровно на один фильм вперёд. В итоге, «Чёрная вдова» выйдет в прокат в США 6 ноября 2020 года, заняв место «Вечных», и т. д.. В конце апреля компания Sony перенесла релиз «Человека-паука: Нет пути домой» на ноябрь 2021 года. Из-за этого Disney и Marvel выпустили заявление о выходе «Тора: Любовь и гром» на неделю раньше предыдущей даты (теперь 11 февраля 2022 года) и о предполагаемой премьере продолжения «Доктора Стрэнджа» в марте 2022 года. В июле 2020 года Disney подтвердила, что сериал «Сокол и Зимний солдат» не выйдет в августе 2020 года, так как из-за пандемии коронавируса съёмки проекта были заморожены. Компания Sony тогда же перенесла выход «Нет пути домой» на декабрь 2021 года. В сентябре 2020 года были сделаны несколько официальных заявлений: телесериал «ВандаВижн» станет первым проектом Четвёртой фазы и выйдет до конца 2020 года; премьера сериала «Сокол и Зимний солдат» перенесена на 2021 год; выход «Чёрной вдовы», «Шан-Чи» и «Вечных» снова был отложен: по обновлённому расписанию эти фильмы должны были выйти в мае, июле и ноябре 2021 года, соответственно. В результате впервые с 2009 года в течение года не выйдет ни одного проекта Marvel Studios. Изменяя даты выхода фильмов и сериалов, руководство Marvel Studios осознавало неизменность основных сюжетных линий, но Файги уточнил, что многие проекты фазы, в основном, автономны или являются продолжениями «Финала». Он также отметил, что «долгосрочный план» студии позволил избежать каких-либо творческих сдвигов в Четвёртой фазе из-за пандемии. Кроме того, даты выхода многих проектов были сдвинуты только «на несколько недель». Единственным значительным аспектом фазы, на который повлияла пандемия, было введение Валентины Аллегры де Фонтейн в исполнении Джулии Луи-Дрейфус, которая впервые появилась в «Соколе и Зимнем солдате», а не в «Чёрной вдовы», как планировалось изначально, поскольку «Чёрная вдова» была выпущена после сериала.
В декабре 2020 года американские премьеры фильмов «Тор: Любовь и гром» и «Чёрная пантера II» были перенесены на 6 мая и 8 июля 2022 года, соответственно. Также было заявлено о том, что в разработке находятся проекты для Disney+: специальный рождественский эпизод «Стражей Галактики» и серия короткометражных фильмов «Я есть Грут». Новые проекты для Disney+ и «Чёрная пантера II» стали частью Четвёртой фазы. В марте 2021 года премьера «Чёрной вдовы» была в очередной раз перенесена: теперь на 9 июля 2021 года одновременно в кинотеатрах и на стриминг-сервисе Disney+ за дополнительную плату. Соответственно, премьера картины «Шан-Чи и легенда десяти колец» в США состоится 3 сентября 2021 года только в кинотеатрах. В мае 2021 года было объявлено название сиквела истории о Чёрной пантере — «Чёрная пантера: Ваканда навеки». Файги описал фазу как «продолжение истории в новых гранях и… отход от Саги Бесконечности [ради] нового начала». В августе 2021 года издание «TheWrap» сообщило, что в разработке находится специальный тематический выпуск на Хэллоуин для Disney+, посвящённый Ночному оборотню. В октябре 2021 года из-за задержек производства премьеры части фильмов были вновь перенесены: «Доктор Стрэндж: В мультивселенной безумия» (новая дата в США — 6 мая 2022 года), «Тор: Любовь и гром» (8 июля 2022 года) и «Чёрная пантера: Ваканда навеки» (11 ноября 2022 года).
В конце июня 2022 года Файги отметил, что Четвёртая фаза близится к завершению, заявив, что зрители скоро увидят, куда будет двигаться следующая сага КВМ, и что в течение всей фазы было много оставлено намёков и подсказок. Он сказал, что Marvel Studios «вскоре прямо откроет» свои планы в ближайшие месяцы, чтобы предоставить аудитории «более широкую картину, [чтобы они] смогли увидеть всего лишь крошечную часть масштабной дорожной карты». На панели Marvel Studios на Комик-коне в Сан-Диего в июле 2022 года Файги объявил, что «Чёрная пантера: Ваканда навеки» завершит события Четвёртой фазы, а все последующие полнометражные фильмы и сериалы на Disney+ войдут в Пятую и Шестую фазы. Глава Marvel Studios также отметил, что Четвёртая фаза стала первой главой новой саги КВМ — Саги Мультивселенной. Файги обратил внимание, что некоторые проекты Четвёртой и Пятой фаз и их сцены после титров соединятся в будущем и продвинут Сагу Мультивселенной к её логическому завершению, однако некоторые намёки и связи проектов не получают развития. Джеймс Ганн, режиссёр и сценарист фильмов о Стражах Галактики, раскрыл, что «Праздничный спецвыпуск Стражей Галактики» станет эпилогом Четвёртой фазы. В сентябре 2022 года пройдёт специальная панель Marvel Studios во время выставки D23.

## Фильмы
События 7 фильмов Четвёртой фазы открыли новую сюжетную арку, «Сагу Мультивселенной».
| Фильм                                     | Дата выхода (РФ/США) | Режиссёр(ы)           | Сценарист(ы)                                                  | Продюсер(ы)                   | Статус  |
| ----------------------------------------- | -------------------- | --------------------- | ------------------------------------------------------------- | ----------------------------- | ------- |
| Чёрная вдова                              | 8 июля 2021          | Кейт Шортланд         | Эрик Пирсон                                                   | Кевин Файги                   | Выпущен |
| Шан-Чи и легенда десяти колец             | 2 сентября 2021      | Дестин Дэниэл Креттон | Дэвид Каллахэм & Дестин Дэниэл Креттон & Эндрю Лэнем          | Кевин Файги и Джонатан Шварц  | Выпущен |
| Вечные                                    | 8 ноября 2021        | Хлоя Чжао             | Хлоя Чжао, Хлоя Чжао & Патрик Бёрли и Райан Фирпо & Каз Фирпо | Кевин Файги и Нейт Мур        | Выпущен |
| Человек-паук: Нет пути домой              | 15 декабря 2021      | Джон Уоттс            | Крис Маккенна & Эрик Соммерс                                  | Кевин Файги и Эми Паскаль     | Выпущен |
| Доктор Стрэндж: В мультивселенной безумия | 6 мая 2022           | Сэм Рэйми             | Майкл Уолдрон                                                 | Кевин Файги                   | Выпущен |
| Тор: Любовь и гром                        | 8 июля 2022          | Тайка Вайтити         | Тайка Вайтити и Дженнифер Кейтин Робинсон                     | Кевин Файги и Брэд Уиндербаум | Выпущен |
| Чёрная пантера: Ваканда навеки            | 11 ноября 2022       | Райан Куглер          | Райан Куглер & Джо Роберт Коул                                | Кевин Файги и Нейт Мур        | Выпущен |

### «Чёрная вдова» (2021)
Наташа Романофф оказывается одна и сталкивается с опасным заговором, связанным с её прошлым. Некая сила желает во что бы то ни стало остановить её. Романофф должна разобраться со своим шпионским прошлым и разрушенными отношениями, оставшимися в её жизни задолго до того, как она стала Мстителем.
В феврале 2014 года Кевин Файги заявил о желании шире раскрыть видения Чёрной вдовы о прошлом из «Эры Альтрона» в сольном фильме о персонаже. К январю 2018 года Жак Шеффер была подтверждена в качестве сценариста картины, а в июле того же года режиссёрское кресло досталось Кейт Шортланд. В феврале 2019 года выяснилось, что Нед Бенсон нанят Marvel для переписывания сценария. В итоге, Шеффер и Бенсон значатся в титрах как авторы сюжета, а единственным сценаристом картины является Эрик Пирсон. Съёмки начались в мае 2019 года и продлились до октября, пройдя в Норвегии, Великобритании, Будапеште, Марокко и Джорджии. Премьера «Чёрной вдовы» состоялась 29 июня 2021 года и включала мероприятия для фанатов в Лондоне, Лос-Анджелесе, Мельбурне и Нью-Йорке; выход фильма в России состоялся 8 июля, в США в кинотеатрах и на стриминг-сервисе Disney+ за дополнительную плату — 9 июля.
События фильма расположены между основной частью и финальной сценой фильма «Первый мститель: Противостояние» (2016). Уильям Хёрт вновь исполняет роль Таддеуса Росса из фильмов КВМ. В сцене после титров появляется Джулия Луи-Дрейфус, повторяя роль Валентины Аллегры де Фонтейн из сериала «Сокол и Зимний солдат» (2021). Эта сцена подводит к появлению Елены Беловой в исполнении Флоренс Пью в сериале «Соколиный глаз» (2021). Джереми Реннер появляется в «Чёрной вдове» с голосовым камео Клинта Бартона / Соколиного глаза; кроме того, в фильме появляется фотография персонажа.

### «Шан-Чи и легенда десяти колец» (2021)
Когда Шан-Чи втягивается в подпольную организацию «Десять колец», он вынужден противостоять прошлому, которое, как он думал, осталось позади.
К декабрю 2018 года руководство Marvel Studios уже занималось активной разработкой сольного фильма о Шан-Чи, который станет первым проектом киновселенной с азиатским супергероем в главной роли. Китайско-американский автор Дэвид Каллахэм был нанят для работы над сценарием, а в марте 2019 года Дестин Дэниэл Креттон занял режиссёрское кресло. На Комик-коне в Сан-Диего 2019 года было анонсировано, что главную роль в проекте исполнит Симу Лю, роль злодея Венву − Тони Люн. Съёмки начались в феврале 2020 года, но уже в марте были приостановлены из-за пандемии коронавируса. Производство возобновилось в начале августа 2020 года и закончилось в октябре. Съёмки проходили в Австралии и Сан-Франциско. В апреле 2021 года было раскрыто, что помимо Дэвида Каллахэма сценаристом картины значатся сам Дестин Дэниэл Креттон и Эндрю Лэнем. Мировая премьера фильма «Шан-Чи и легенда десяти колец» состоялась 16 августа 2021 года в Лос-Анджелесе, кинотеатральный релиз в России состоялся 2 сентября.
События фильма происходят после «Мстителей: Финал» (2019). Бенедикт Вонг повторяет роль Вонга из фильмов КВМ, Тим Рот — роль Мерзости, впервые после «Невероятного Халка» (2008), а Бен Кингсли — роль Тревора Слэттери, поддельного Мандарина, после появлений в «Железном человеке 3» (2013) и короткометражке «Да здравствует король» (2014). Организация «Десять колец» уже была представлена в фильмах «Железный человек» (2008), «Железный человек 2» (2010), короткометражке «Да здравствует король» (2014) и ленте «Человек-муравей» (2015). В первой сцене после титров Марк Руффало и Бри Ларсон повторяют роли Брюса Бэннера и Кэрол Дэнверс / Капитан Марвел, соответственно.

### «Вечные» (2021)
Возвращение половины населения Земли во время событий фильма «Мстители: Финал» вызывает некое «Пробуждение». Вечные — бессмертная инопланетная раса, созданная Целестиалами, которая живёт на Земле в тайне более 7 тысяч лет, — воссоединяются, чтобы защитить человечество от своих злобных собратьев Девиантов.
К началу 2018 года руководство Marvel Studios утвердило Мэтью и Райана Фирпо в качестве авторов сюжета для фильма, который сосредоточится на любовной истории Серси и Икариса. В конце сентября Хлоя Чжао официально заняла режиссёрский пост. Кроме того, Чжао написала сценарий как сольный автор и в творческом тандеме с Патриком Бёрли, к сценарию также были привлечены братья Фирпо. Съёмки проходили в Англии с июля 2019 года по февраль 2020 года. Основная часть актёрского состава фильма была объявлена на Комик-коне в Сан-Диего 2019 года, с Ричардом Мэдденом в роли Икариса и Анджелиной Джоли в роли Фины, к проекту также присоединилась Джемма Чан с ролью Серси. В августе 2020 года оригинальное название картины «The Eternals» было сокращено до «Eternals», что никак не отразилось на русском переводе. Мировая премьера фильма состоялась 18 октября 2021 года в Лос-Анджелесе. В России лента вышла 8 ноября 2021 года.
События фильма происходят в 2024 году, через 6-8 месяцев после «Мстителей: Финал» и почти сразу после действия ленты «Шан-Чи и легенда десяти колец» (2021). В первой сцене после титров Гарри Стайлз исполнил роль Эроса / Звёздного лиса, брата Таноса, а Пэттон Освальт озвучил Тролля Пипа. Во второй сцене после титров Махершала Али появился с голосовым камео Блэйда перед полноценным дебютом в сольном фильме о персонаже.

### «Человек-паук: Нет пути домой» (2021)

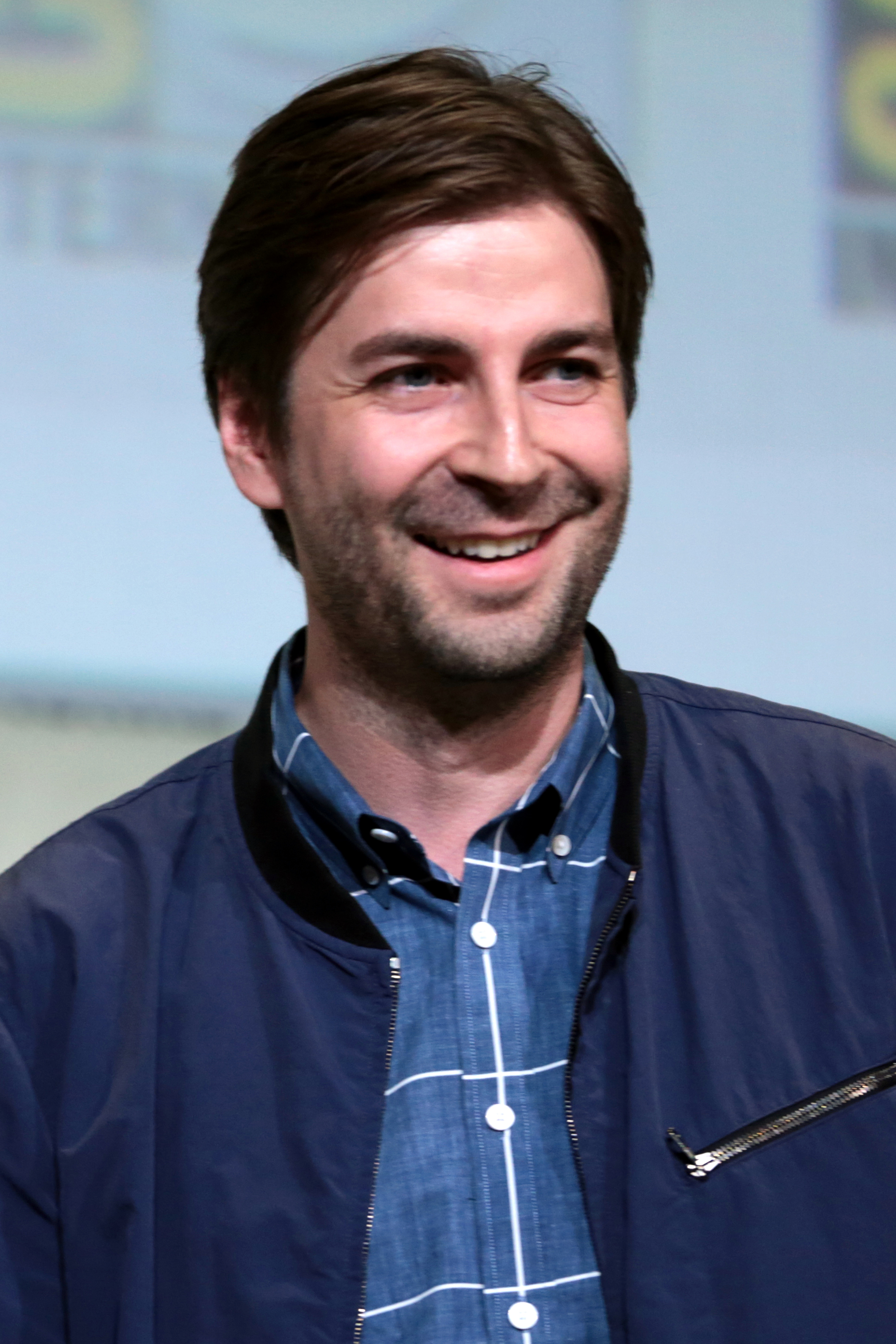
Джон Уоттс, режиссёр фильмов о Человеке-пауке

После того, как Мистерио раскрыл всему миру тайну личности Человека-паука, жизнь и репутация Питера Паркера находится под угрозой. В попытке всё исправить, Питер обращается за помощью к Стивену Стрэнджу в надежде на его магию. Однако из-за этого ситуация только обостряется и появляются разрывы в мультивселенной, в результате чего прибывают злодеи из альтернативных вселенных, которые сражались с другими версиями Человека-паука.
В апреле 2017 года в планах киновселенной был анонсирован третий фильм о Человеке-пауке, действие которого развернётся в выпускном классе Питера Паркера. В июле 2019 года Кевин Файги отметил, что триквел расскажет «историю о Питере Паркере, которая ещё не была экранизирована», её завязка содержится в первой сцене после титров «Вдали от дома». В августе 2019 года к работе над сценарием вернулись сценаристы «Вдали от дома» Крис Маккенна и Эрик Соммерс; однако тогда же Disney и Sony не смогли заключить новое соглашение относительно вовлечённости Marvel Studios в создании будущих проектов о персонаже. Но уже в сентябре компании объявили о подписании нового соглашения и о возвращении Тома Холланда. В июне 2020 года к работе над проектом вернулся режиссёр Джон Уоттс. Съёмки фильма начались в Нью-Йорке в октябре 2020 года, а затем продолжились в Атланте в конце октября. Официальный подзаголовок ленты был объявлен в феврале 2021 года, а в конце марта завершились съёмки. Продюсер Эми Паскаль назвала ленту «кульминацией всей трилогии». Мировая премьера фильма состоялась 13 декабря 2021 года в Лос-Анджелесе. Лента вышла в российский прокат 15 декабря.
Действие ленты разворачивается сразу после событий «Вдали от дома» (2019) и приводит к событиям фильма «Доктор Стрэндж: В мультивселенной безумия» (2022), а Бенедикт Камбербэтч и Бенедикт Вонг вновь исполнили роли доктора Стивена Стрэнджа и Вонга из фильмов КВМ. События «Вдали от дома» также связаны с предыдущими лентами о персонаже: Тоби Магуайр и Эндрю Гарфилд вернулись к роли Человека-паука из франшиз Сэма Рэйми и Марка Уэбба, названных в фильме как «Питер-Два» и «Питер-Три», соответственно. Кроме того, Уиллем Дефо повторил роль Нормана Озборна / Зелёного гоблина, Альфред Молина — роль Отто Октавиуса / Доктора Осьминога и Томас Хейден Чёрч — роль Флинта Марко / Песочного человека из трилогии Рэйми. Рис Иванс вернулся к роли Курта Коннорса / Ящера и Джейми Фокс — к роли Макса Дилона / Электро из дилогии Уэбба. Чарли Кокс также повторил роль Мэтта Мёрдока / Сорвиголовы из телесериалов Netflix от Marvel Television. В первой сцене после титров Том Харди появился с камео Эдди Брока / Венома из фильмов вселенной Человека-паука от Sony.

### «Доктор Стрэндж: В мультивселенной безумия» (2022)
Доктор Стивен Стрэндж пытается защитить юную Америку Чавес, способную путешествовать по мультивселенной, от Ванды Максимофф / Алой ведьмы.
К декабрю 2018 года Скотт Дерриксон заключил контракт с Marvel Studios на постановку продолжения «Доктора Стрэнджа», а Бенедикт Камбербэтч − на возвращение к главной роли. На Комик-коне в Сан-Диего 2019 года было объявлено название картины и участие Элизабет Олсен. В январе 2020 года Скотт Дерриксон ушёл с поста режиссёра «из-за возникших творческих разногласий», но остался исполнительным продюсером фильма. В феврале 2020 года Сэм Рейми начал переговоры о назначении его на пост режиссёра фильма, а главный автор сериала «Локи» Майкл Уолдрон был назначен новым сценаристом фильма. Рэйми в апреле 2020 года подтвердил, что стал режиссёром фильма. Съёмки начались в конце ноября 2020 года в Лондоне, но были прерваны в январе 2021 года из-за новых ограничений в связи с пандемией COVID-19; производство возобновилось к марту того же года и завершилось в середине апреля в Сомерсете. Фильм «Доктор Стрэндж: В мультивселенной безумия» должен был выйти в российский прокат 5 мая 2022 года. Однако 28 февраля 2022 года компания Disney приостановила выпуск своих фильмов в странах СНГ из-за «немотивированного вторжения [России] на Украину и серьёзного гуманитарного кризиса»; в конце апреля компания вернула свои проекты в кинотеатры стран СНГ, кроме России и Беларуси. Мировая премьера ленты состоялась 2 мая 2022 года, выход в прокат США — 6 мая.
Повествование разворачивается через пару месяцев после событий фильма «Человек-паук: Нет пути домой». Элизабет Олсен исполняет одну из главных ролей Ванды Максимофф / Алой ведьмы после сериала «Ванда/Вижн» (2021). Джулиан Хиллиард и Джетт Кляйн, сыгравшие Билли и Томми, сыновей Ванды, в «Ванда/Вижн», также вернулись в «Мультивселенной безумия». Фильм представил Иллюминатов, группу героев с Земли-838, в которую входят Патрик Стюарт в роли Чарльза Ксавьера / Профессора Икс (после исполнения роли другой версии персонажа в серии фильмов «Люди Икс» компании 20th Century Fox), Хейли Этвелл в роли Пегги Картер / Капитана Картер (после озвучивания похожей версии персонажа в мультсериале «Что, если…?»), Лашана Линч в роли Марии Рамбо / Капитана Марвел (после исполнения роли Рамбо с Земли-616 в фильме «Капитан Марвел»), Энсон Маунт в роли Блэкагара Болтагона / Чёрного грома (после исполнения роли другой версии Чёрного грома в телесериале Marvel и ABC «Сверхлюди») и Джон Красински в роли Рида Ричардса / Мистера Фантастика, члена Фантастической четвёрки. В первой сцене после титров появилась Шарлиз Терон в роли Клеа.

### «Тор: Любовь и гром» (2022)

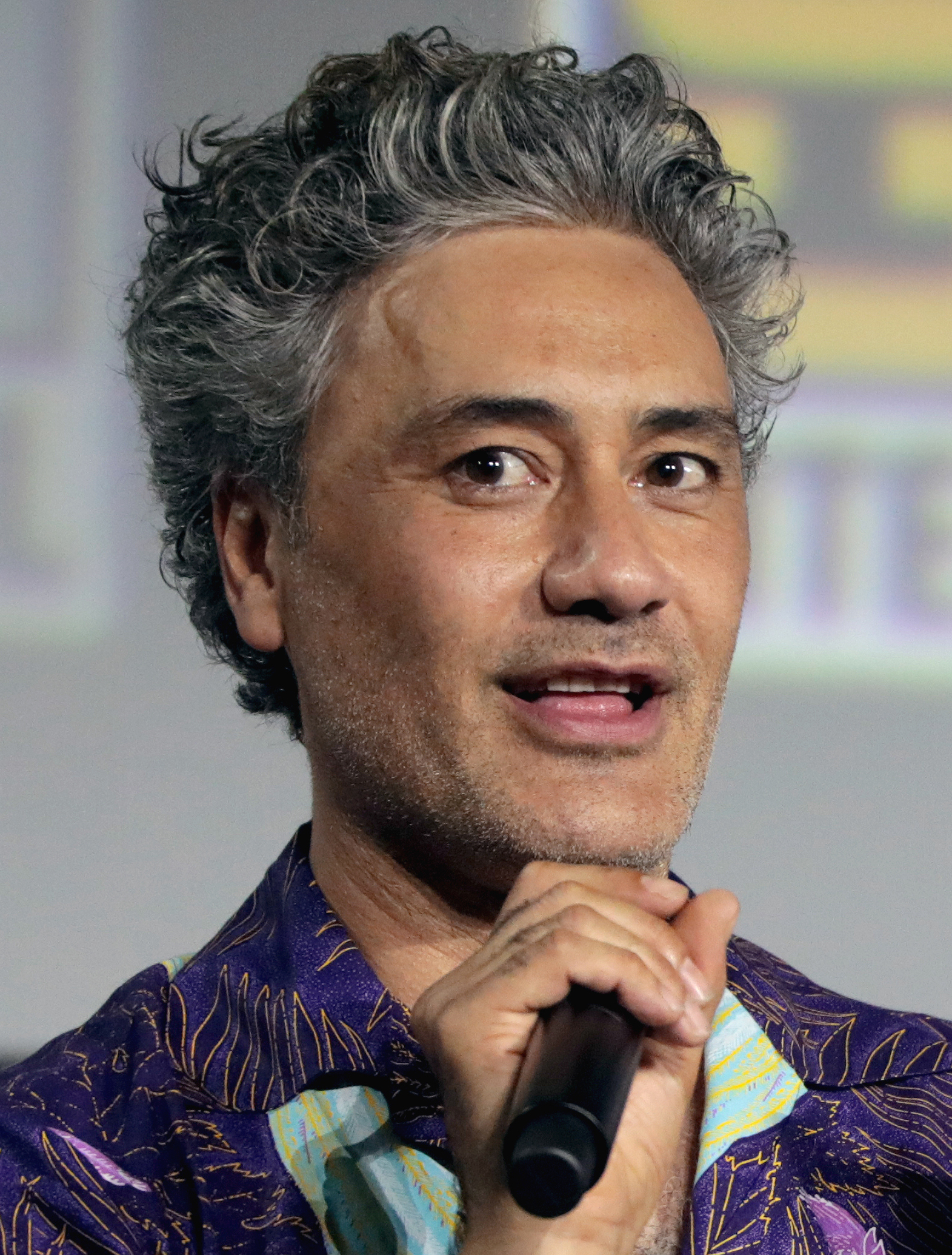
Тайка Вайтити, режиссёр фильмов «Тор: Рагнарёк» и «Тор: Любовь и гром»

После событий фильма «Мстители: Финал» (2019) Тор пытается обрести внутренний покой, но ему необходимо объединиться с Валькирией, Коргом и Джейн Фостер, ставшей Могучим Тором, чтобы помешать Горру Убийце богов уничтожить всех богов.
В январе 2018 года Крис Хемсворт обозначил свой интерес к продолжению истории Тора, несмотря на окончание контракта с Marvel Studios после «Мстителей: Финал». В июле 2019 Тайка Вайтити был официально подтверждён в качестве сценариста и режиссёра квадриквела. На Комик-коне в Сан-Диего было анонсировано возвращение Хемсворта, Тессы Томпсон в роли Валькирии, а также Натали Портман в роли Джейн Фостер, которая станет супергероиней Могучим Тором (после отсутствия актрисы в «Рагнарёке»). В феврале 2020 года Дженнифер Кейтин Робинсон стала вторым сценаристом фильма вместе с Вайтити. Съёмки начались в конце января 2021 года в Австралии и закончились в начале июня. Мировая премьера ленты состоялась 23 июня 2022 года, а выход в прокат в США — 8 июля. Премьера фильма в России должна была состояться 7 июля 2022 года. Однако 28 февраля 2022 года компания Disney приостановила выпуск своих фильмов в странах СНГ из-за «немотивированного вторжения [России] на Украину и серьёзного гуманитарного кризиса»; в заявлении не оговаривались сроки данного запрета, а также судьба предстоящих фильмов таких, как «Любовь и гром».
События «Любви и грома» разворачиваются после «Мстителей: Финал», спутся восемь с половиной лет после расставания Тора и Джейн, что произошло перед «Рагнарёком». В фильме появляются Стражи Галактики: Крис Прэтт, Пом Клементьефф, Дейв Батиста, Карен Гиллан, Вин Дизель, Брэдли Купер и Шон Ганн вернулись к ролям Питера Квилла / Звёздного лорда, Мантис, Дракса Разрушителя, Небулы, Грута, Ракеты и Краглина Обфонтери. Дейли Пирсон вновь сыграл Дэрил Джейкобсон из серии короткометражек «Команда Тора». Кроме того, в первой сцене после титров Бретт Голдстин появился с камео Геракла; а во второй сцене после титров в Вальгалле Идрис Эльба вновь появляется в роли Хеймдалла.

### «Чёрная пантера: Ваканда навеки» (2022)

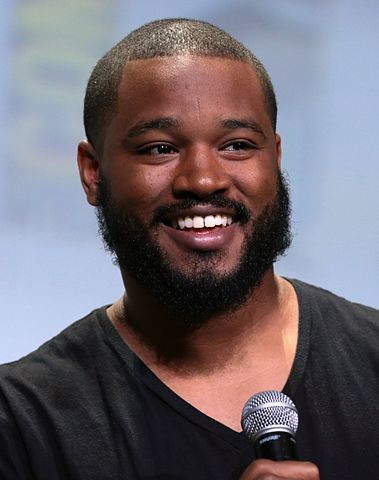
Райан Куглер, режиссёр двух частей «Чёрной пантеры» и автор безымянного сериала о Ваканде

Лидеры королевства Ваканда сражаются для защиты своего народа после смерти короля Т’Чаллы.
В октябре 2018 года Райан Куглер заключил контракт на режиссуру и написание сценария сиквела «Чёрной пантеры». К разработке сценария также был привлечён сценарист первой части, Джо Роберт Коул. Летом 2019 года Кевин Файги подтвердил, что фильм находится в разработке, а также раскрыл рабочее название фильма — «Чёрная пантера II». Планы на фильм изменились в августе 2020 года после смерти исполнителя роли Т’Чаллы Чедвика Боузмана от рака прямой кишки; замены актёра на роль не будет. К ноябрю 2020 года было подтверждено возвращение почти всех исполнителей главных ролей. Название картины, «Ваканда навеки», было раскрыто в мае 2021 года. Съёмки начались в Атланте в конце июня 2021 года и продлились до начала ноября того же года, после чего были остановлены в конце месяца. Съёмки возобновились в середине января 2022 года. Производство также прошло в Бостоне, Вустере, штат Массачусетс и Брансуике, штат Джорджия. Съёмки завершились в марте 2022 года в Пуэрто-Рико. Премьера фильма «Чёрная пантера: Ваканда навеки» состоялась 10 ноября 2022 года.
Доминик Торн исполнила роль Рири Уильямс / Железного сердца перед появлением в собственном сольном сериале «Железное сердце» (2023).

## Телесериалы
Все телесериалы выходят на стриминг-сервисе Disney+.
| Сериал                | Сезон | Эпизоды | Премьерный показ | Премьерный показ | Главный сценарист | Режиссёр(ы)                                                   |
| Сериал                | Сезон | Эпизоды | Премьера сезона  | Финал сезона     | Главный сценарист | Режиссёр(ы)                                                   |
| --------------------- | ----- | ------- | ---------------- | ---------------- | ----------------- | ------------------------------------------------------------- |
| Ванда/Вижн            | 1     | 9       | 15 января 2021   | 5 марта 2021     | Жак Шеффер        | Мэтт Шекман                                                   |
| Сокол и Зимний солдат | 1     | 6       | 19 марта 2021    | 23 апреля 2021   | Малкольм Спеллман | Кари Скогланд                                                 |
| Локи                  | 1     | 6       | 9 июня 2021      | 14 июля 2021     | Майкл Уолдрон     | Кейт Херрон                                                   |
| Что, если…?           | 1     | 9       | 11 августа 2021  | 6 октября 2021   | Э. С. Брэдли      | Брайан Эндрюс                                                 |
| Соколиный глаз        | 1     | 6       | 24 ноября 2021   | 22 декабря 2021  | Джонатан Игла     | Риз Томас и Бёрт & Берти                                      |
| Лунный рыцарь         | 1     | 6       | 30 марта 2022    | 4 мая 2022       | Джереми Слейтер   | Мохамед Диаб и Джастин Бенсон & Аарон Мурхед                  |
| Мисс Марвел           | 1     | 6       | 8 июня 2022      | 13 июля 2022     | Биша К. Али       | Адиль Эль Арби & Билал Фалла, Шармин Обаид-Чиной и Мира Менон |
| Женщина-Халк: Адвокат | 1     | 9       | 18 августа 2022  | 13 октября 2022  | Джессика Гао      | Кэт Койро и Ану Валиа                                         |

### «Ванда/Вижн» (2021)

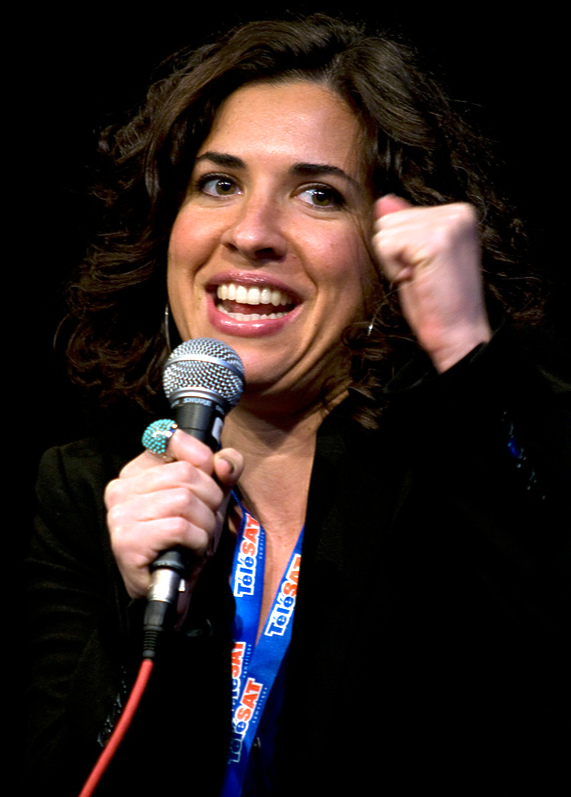
Жак Шеффер, автор сюжета «Чёрной вдовы» и главный сценарист «Ванда/Вижн»

Ванда Максимофф и Вижн живут идеальной семейной жизнью, пытаясь скрывать свои сверхспособности. Но как только обстановка ситкомов вокруг них становится другой от десятилетия к десятилетию, герои начинают подозревать, что реальность не то, чем кажется.
К сентябрю 2018 года в планах Marvel Studios находился проект о Ванде Максимофф от Элизабет Олсен и Вижне от Пола Беттани, который сосредоточится на отношениях двух героев. В январе 2019 года Жак Шеффер была нанята как главный сценарист и автор первого эпизода. Проект и его название были официально анонсированы в апреле 2019 года, подтверждено возвращение Олсен и Беттани. Будет объяснено, откуда на самом деле берёт своё начало магия Ванды. Режиссёром сериала стал Мэтт Шекман. Съёмки начались в ноябре 2019 года на студии Pinewood Atlanta, но приостановились в марте 2020 года из-за пандемии коронавируса. Производство возобновилось в Лос-Анджелесе в сентябре 2020 года и завершилось в ноябре. Показ «Ванда/Вижн» продолжался с 15 января по 5 марта 2021 года, сериал состоит из девяти эпизодов. Сериальный спин-офф «Это всё Агата» об Агате Харкнесс в исполнении Кэтрин Хан находится в разработке.
Действие сериала разворачивается спустя три недели после «Мстителей: Финал»; проект стал приквелом фильма «Доктор Стрэндж: В мультивселенной безумия» (2022), где также появилась Максимофф. Тейона Паррис исполнила роль повзрослевшей Моники Рамбо из «Капитана Марвел». Рэндалл Парк и Кэт Деннингс вернулись к ролям агента Джимми Ву и Дарси Льюис, соответственно. Эван Питерс исполнил роль Ральфа Бонера, который маскируется под Пьетро, брата Ванды, сыгранно в КВМ Аароном Тейлором-Джонсоном. Это является отсылкой к тому, что Питерс играл другую версию персонажа по имени Питер Максимофф в серии фильмов о Людях Икс от студии 20th Century Fox. В сериале была представлена организация «М.Е.Ч.», чья экранизация была под юридическим контролем студии 20th Century Fox до перехода компании в Disney. Также в «Ванда/Вижн» появилась книга «Даркхолд», до этого появлявшаяся с другим дизайном в телесериалах Marvel Television «Агенты „Щ.И.Т.“» и «Беглецы».

### «Сокол и Зимний солдат» (2021)
Сэм Уилсон и Баки Барнс объединяются, чтобы противостоять мировой угрозе, которая проверит их способности и терпение.
В конце октября 2018 года Малкольм Спеллман был нанят для написания сценария к мини-сериалу, который сосредоточится на Сэме Уилсоне / Соколе от Энтони Маки и Баки Барнсе / Зимнем солдате от Себастиана Стэна. Сериал и его название были официально анонсированы в апреле 2019 года, подтверждено возвращение Маки и Стэна к ролям. В мае 2019 года было объявлено, что Кари Скогланд стала режиссёром проекта. Съёмки начались в октябре 2019 года в Атланте, но были приостановлены в марте 2020 года из-за пандемии коронавируса. Производство возобновилось в начале сентября 2020 года и завершилось в октябре. Шестисерийный мини-сериал выходил с 19 марта по 23 апреля 2021 года. Полнометражный фильм, «Капитан Америка: Новый мир», который станет продолжением событий сериала, находится в разработке.
Сюжет проекта разворачивается через полгода после «Мстителей: Финал». Жорж Сен-Пьер, Дон Чидл, Даниэль Брюль, Эмили Ванкэмп и Флоренс Касумба вновь исполнили роли Жоржа Батрока, Джеймса «Роуди» Роудса, Гельмута Земо, Шэрон Картер и Айо, соответственно. Джулия Луи-Дрейфус исполнила роль графини Валентины Аллегры де Фонтейн. Актриса должна была впервые появиться в образе графини в фильме «Чёрная вдова», затем порядок выхода фильма и сериала изменился.

### «Локи» (сезон 1, 2021)
После кражи Тессеракта в фильме «Мстители: Финал» альтернативная версия Локи попадает в таинственное «Управление временны́ми изменениями» (УВИ). Столкнувшись с большой угрозой, бог обмана должен помочь исправить временную линию, путешествуя сквозь пространство и время.
К сентябрю 2018 года в планах Marvel Studios находился сериал о Локи с Томом Хиддлстоном в главной роли, что в ноябре того же года подтвердил президент компании Disney Боб Айгер. В феврале 2019 года Майкл Уолдрон был нанят главным сценаристом проекта, а Хиддлстон подтвердил возвращение к роли. В августе 2019 года Кейт Херрон получила пост режиссёра сериала. Съёмки стартовали в январе 2020 года, но были заморожены в марте из-за пандемии COVID-19. Производство возобновилось в сентябре 2020 года на студии Pinewood Atlanta и завершилось в начале декабря того же года. Первый сезон мини-сериала «Локи» состоял из шести эпизодов и выходил с 9 июня по 14 июля 2021 года. Второй сезон выйдет 6 октября 2023 года.
Действие первого сезона начинается после альтернативной битвы за Нью-Йорк 2012 года, показанной в «Мстителях: Финал», но большинство событий сезона происходят вне пространства и времени или в альтернативных временных линиях. Первый сезон сериала связан с фильмом «Доктор Стрэндж: В мультивселенной безумия»; Кевин Файги отметил, что «Локи» станет «невероятно важным» сериалом, который «заложит почву» для будущего КВМ:1. В подтверждение слов Файги в последней серии сезона Джонатан Мейджорс исполнил роль Того, Кто Остаётся, версии Канга Завоевателя, который станет главным злодеем «Человека-муравья и Осы: Квантомания». Джейми Александер появилась с камео Сиф из фильмов киновселенной, а Крис Хемсворт озвучил Трога, лягушачью версию Тора.

### «Что, если…?» (сезон 1, 2021)
Анимационный сериал также вышел на Disney+.
После создания мультивселенной анимационный сериал «Что, если…?» раскроет, что бы случилось, если ключевые события киновселенной сложились бы иначе.
К марту 2019 года Marvel Studios разрабатывала анимационный сериал, основанный на линейке комиксов «Что, если», где будет предложен другой исход ключевых событий киновселенной. Джеффри Райт стал голосом Наблюдателя, рассказчика сериала, а многие актёры фильмов КВМ озвучивают своих персонажей в мультсериале. Озвучание началось в августе 2019 года. Производство мультсериала продолжилось удалённо во время пандемии COVID-19. Эшли Брэдли выступила главным сценаристом, а Брайан Эндрюс — режиссёром проекта. Первый сезон сериала, состоящий из 9 эпизодов, выходил с 11 августа по 6 октября 2021 года. Работа над вторым сезоном началась в декабре 2019 года, он также будет состоять из 9 эпизодов и выйдет в начале 2023 года.
События «Что, если…?» начинаются сразу после финала первого сезона «Локи», раскрывая, что происходит с временными линиями после создания мультивселенной.

### «Соколиный глаз» (2021)
Прибыв в Нью-Йорк после Скачка, Клинт Бартон вынужден работать вместе с молодой лучницей Кейт Бишоп. Чтобы вернуться к своей семье к Рождеству, Клинту предстоит противостоять врагам из своего прошлого, когда он был Ронином.
К апрелю 2019 года Marvel Studios начала разработку мини-сериала о Клинте Бартоне / Соколином глазе в исполнении Джереми Реннера, в котором Бартон передаёт мантию Соколиного глаза девушке Кейт Бишоп. Сериал был официально анонсирован на Комик-коне в Сан-Диего в июле 2019 года, а также было заявлено, что сериал больше расскажет о тёмной стороне Бартона — Ронине между событиями «Войны бесконечности» и «Финала». В сентябре 2019 года главным сценаристом проекта был нанят Джонатан Игла, а Хейли Стайнфелд начала переговоры о роли Кейт Бишоп. В начале декабря 2020 года её роль была официально подтверждена после начала съёмок сериала в Нью-Йорке. Дуэт Бёрт & Берти, а также Риз Томас выступили режиссёрами проекта. Съёмки также прошли на студии Trilith в Атланте и завершились в середине апреля 2021 года. Премьера первых двух эпизодов сериала состоялась 24 ноября 2021 года, он состоял из шести эпизодов. Сериальный спин-офф «Эхо» о героине Майе Лопес / Эхо с Алаквой Кокс в главной роли выйдет летом 2023 года.
Действие сериала разворачивается чуть больше чем через год после событий «Мстителей: Финал», на протяжении недели перед Рождеством 2024 года. Флоренс Пью вернулась к роли Елены Беловой / Чёрной вдовы из одноимённого фильма, а Линда Карделлини вновь сыграла Лору Бартон из предыдущих фильмов КВМ. Винсент Д’Онофрио повторил роль Уилсона Фиска / Кингпина из телесериала Marvel Television от Netflix «Сорвиголова» (2015—2018).

### «Лунный рыцарь» (2022)
Несколько альтер-эго Марка Спектора, страдающего диссоциативным расстройством личности, втянуты в смертельную войну египетских богов.
Во время выставки D23 Expo 2019 года Marvel Studios анонсировала сериал о Марке Спекторе / Лунном рыцаре. В ноябре того же года Джереми Слейтер стал основным сценаристом проекта. В октябре 2020 года Оскар Айзек начал переговоры по поводу главной роли, его участие было подтверждено в январе 2021 года. Мохамед Диаб и дуэт Джастина Бенсона и Аарона Мурхеда выступят режиссёрами сериала. Съёмки начались в конце апреля 2021 года в Будапеште и завершились в начале октября в Венгрии и Иордании, а затем переместились в Атланту. К середине октября 2021 года производство завершилось. Премьера состоялась 30 марта 2022 года, показ шести эпизодов продлится до 4 мая.
События сериала разворачиваются в начале 2025 года.

### «Мисс Марвел» (2022)
Камала Хан, фанатка Мстителей, а особенно Кэрол Дэнверс, изо всех сил пытается вписаться в общество, пока не обретает свои собственные суперсилы.
В августе 2019 года на выставке D23 Expo был анонсирован сериал о Камале Хан / Мисс Марвел с Бишей К. Али в качестве главного сценариста. В сентябре 2020 года стало известно, что роль Камалы Хан исполнит Иман Веллани, а режиссёрами проекта выступят Адиль Эль Арби & Билал Фалла (в титрах указаны как Адиль & Билал), Шармин Обаид-Чиной и Мира Менон. Съёмки начались в начале ноября 2020 года на студии Trilith в Атланте, также прошли в Нью-Джерси и завершились в начале мая 2021 года в Таиланде. Премьера сериала состоялась 8 июня 2022 года, показ шести эпизодов продлился до 13 июля.
Проект связан с фильмом «Капитан Марвел 2» (2023), в котором также появится Веллани. В сериале фигурирует Департамент США по ликвидации разрушений (DODC) после фильмов «Человек-паук: Возвращение домой» (2017) и «Человек-паук: Нет пути домой», а Ариан Моайед вновь исполняет роль агента П. Клири из «Нет пути домой». Бри Ларсон появляется с камео Кэрол Дэнверс / Капитана Марвел в сцене после титров последней серии.

### «Женщина-Халк: Адвокат» (2022)
Адвокат Дженнифер Уолтерс пытается справиться со сложностями на работе и в личной жизни. После контакта с кровью своего двоюродного брата Брюса Бэннера, Дженнифер получает способности Халка и свою супергеройскую личность в лице Женщины-Халка.
На выставке D23 Expo 2019 года Marvel Studios подтвердила, что в разработке находится сериал о Дженнифер Уолтерс / Женщине-Халк. В ноябре 2019 года стало известно, что Джессика Гао получила пост главного сценариста проекта. В сентябре 2020 года главную роль получила Татьяна Маслани. Режиссёрами сериала стали Кэт Койро и Ану Валиа. Съёмки начались в середине апреля 2021 года в Лос-Анджелесе и Атланте и завершились к августу. Премьера состоялась 18 августа 2022 года, сериал состоит из девяти эпизодов.
Марк Руффало, Тим Рот и Бенедикт Вонг вновь исполнили роли Брюса Бэннера / Халка, Эмиля Блонски / Мерзости и Вонга, соответственно, из предыдущих фильмов КВМ. Также в сериале появился Мэтт Мёрдок / Сорвиголова в исполнении Чарли Кокса из других проектов Marvel.

## Телевизионные спецвыпуски
| Спецвыпуск                               | Премьерный показ | Режиссёр(ы)    | Сценарист(ы)                | Статус  |
| ---------------------------------------- | ---------------- | -------------- | --------------------------- | ------- |
| Ночной оборотень                         | 7 октября 2022   | Майкл Джаккино | Питер Кэмерон и Хизер Квинн | Выпущен |
| Стражи Галактики: Праздничный спецвыпуск | 25 ноября 2022   | Джеймс Ганн    | Джеймс Ганн                 | Выпущен |

### «Ночной оборотень» (2022)
Тайная группа охотников на монстров собирается в замке Бладстоун после смерти своего лидера и участвует в таинственном и смертельном соревновании за могущественную реликвию, которая столкнёт их лицом к лицу с опасным монстром.
В августе 2021 года в разработке Marvel Studios находился специальный тематический выпуск на Хэллоуин для Disney+, посвящённый Ночному оборотню. В ноябре стало известно, что Гаэль Гарсиа Берналь исполнит главную роль. Режиссёром выступил Майкл Джаккино. Съёмки начались в конце марта 2022 года в Атланте и завершились в конце апреля. Премьера специального выпуска состоялась 7 октября 2022 года.

### «Стражи Галактики: Праздничный спецвыпуск» (2022)

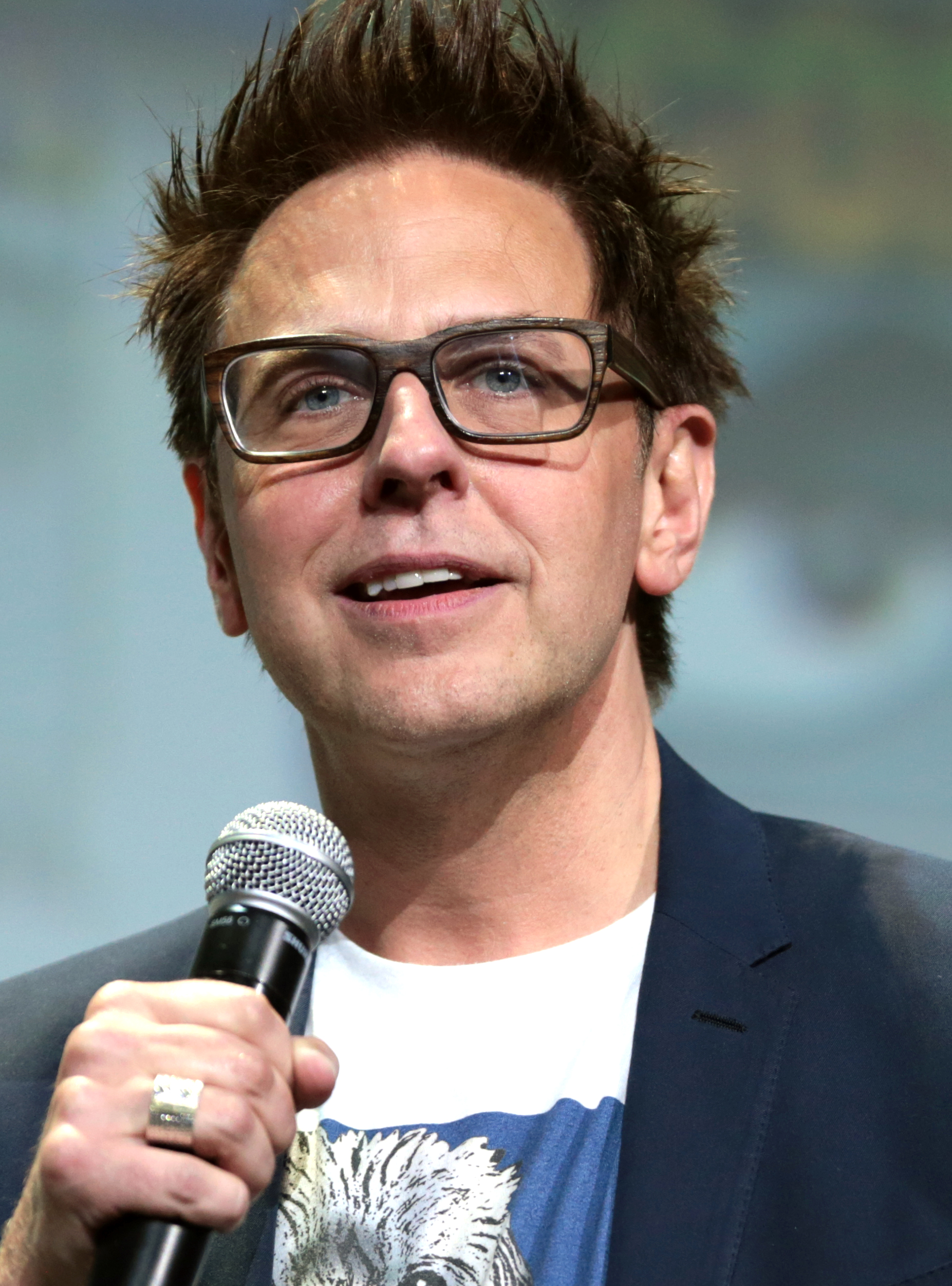
Джеймс Ганн, сценарист и режиссёр фильмов и специального праздничного выпуска о Стражах Галактики

В декабре 2020 года было анонсировано, что Джеймс Ганн напишет и срежиссирует специальный праздничный выпуск «Стражей Галактики», к работе над которым вернётся основная часть актёрского состава Стражей. Съёмки начались к февралю 2022 года в Атланте и завершились в конце апреля, пройдя во время производства фильма «Стражи Галактики. Часть 3» (2023). Премьера проекта «Стражи Галактики: Специальный праздничный выпуск» состоялась 25 ноября 2022 года.
Действие эпизода разворачивается между событиями фильмов «Тор: Любовь и гром» и «Стражи Галактики. Часть 3».

## Хронология фазы

### Официальная хронология
| Год(-ы) | Проект |
| ------- | --- |
| 2014    | «Я есть Грут» |
| 2016    | «Чёрная вдова» |
| 2023    | «Ванда/Вижн» |
| 2024    | «Шан-Чи и легенда десяти колец», «Сокол и Зимний солдат», «Вечные», «Человек-паук: Нет пути домой», «Доктор Стрэндж: В мультивселенной безумия», «Соколиный глаз»               |
| 2025    | «Лунный рыцарь», «Чёрная пантера: Ваканда навеки», «Женщина-Халк: Адвокат», «Мисс Марвел», «Тор: Любовь и гром», «Ночной оборотень», «Стражи Галактики: Праздничный спецвыпуск» |

### Ранее XX века
1. «Вечные» (2021) — помещение на Землю семени Тиамута (проекция Судьи Аришема)
2. «Вечные» (2021) — начало фильма (прибытие Вечных на Землю — 5000 лет до нашей эры)
3. «Вечные» (2021) — сцены в Вавилоне (575 г. до нашей эры)
4. «Вечные» (2021) — свадьба Икариса и Серси в Государстве Гуптов (400 г.)
5. «Шан-Чи и легенда десяти колец» (2021) — начало фильма (первая сцена применения Венву десяти колец — около 1000 г.)
6. «Вечные» (2021) — сцены в Теночтитлане (1521 г.)
7. «Чёрная пантера: Ваканда навеки» (2022) — сцены в Центральной Америке и Талокане (1571 г. и позднее)
8. Сериал «Ванда/Вижн» (2021) — начало 8 эпизода (попытка казни Агаты Харкнесс другими ведьмами в Салеме в 1693 г.)

### XX век
1. Сериал «Мисс Марвел» (2022) — начало 3 эпизода (сцена с Кландестинами в Британской Индии в 1942 г.)
2. Сериал «Мисс Марвел» (2022) — начало 5 эпизода (знакомство Аиши и Хасана в Британской Индии в 1942 г.)
3. «Вечные» (2021) — сцена с Фастосом и Аяк в Хиросиме после атомной бомбардировки 6 августа 1945 г.
4. Сериал «Мисс Марвел» (2022) — первая половина 5 эпизода (отъезд Хасана и Саны в Пакистан и убийство Наджмой Аиши в 1947 г.)
5. Сериал «Локи» (2021) — 1 сезон, 1 эпизод (сцена захвата Локи самолёта 24 ноября 1971 г. — проекция в УВИ)
6. «Стражи Галактики: Праздничный спецвыпуск» (2022) — анимационные вставки
7. «Чёрная вдова» (2021) — сцены в Огайо и на Кубе (1995 г.)
8. «Шан-Чи и легенда десяти колец» (2021) — поиск Венву деревни Та Ло и его знакомство с Инь Ли в 1996 г.
9. Сериал «Лунный рыцарь» (2022) — 5 эпизод (сцены из детства Марка Спектора в середине 1990-х гг.)
10. Сериал «Ванда/Вижн» (2021) — 8 эпизод (сцена в доме семьи Максимофф во время бомбардировки Заковии 31 марта 1999 г. — воспоминание Ванды)

### XXI век
1. «Тор: Любовь и гром» (2022) — воспоминания Джейн Фостер о болезни её матери (начало 2000-х гг.)
2. «Шан-Чи и легенда десяти колец» (2021) — семейная жизнь Венву и Инь Ли (начало 2000-х гг.)
3. «Чёрная вдова» (2021) — попытка устранения генерала Дрейкова в Будапеште (середина 2000-х гг.)
4. Сериал «Соколиный глаз» (2021) — начало 3 эпизода (детство Майи Лопес, 2007 г.)
5. «Шан-Чи и легенда десяти колец» (2021) — убийство Инь Ли и месть Венву её убийцам (2007 г.)
6. Сериал «Соколиный глаз» (2021) — начало 1 эпизода (разрушение квартиры семьи Бишоп и похороны Дерека Бишопа, 2012 г.)
7. Мультсериал «Я есть Грут» (события в 2014 году)
8. Сериал «Ванда/Вижн» (2021) — 8 эпизод (сцена эксперимента над Вандой с Камнем Разума — воспоминание Ванды, 2014 г.)
9. «Шан-Чи и легенда десяти колец» (2021) — вылет Шан-Чи в США (2014 г.)
10. Сериал «Ванда/Вижн» (2021) — 8 эпизод (сцена с Вандой и Вижном на базе Мстителей — воспоминание Ванды, 2015 г.)
11. Комикс «Marvel’s Black Widow Prelude» № 1-2 (2020)
12. «Тор: Любовь и гром» (2022) — свидания и встречи Тора и Джейн весной 2015 г.
13. «Тор: Любовь и гром» (2022) — расставание Тора и Джейн осенью 2016 г.
14. «Чёрная вдова» (2021) — основная часть фильма (2016 г.)
15. Сериал «Сокол и Зимний солдат» (2021) — начало 4 эпизода (сцена с Айо и Баки Барнсом в Ваканде, 2018 г.)
16. Сериал «Соколиный глаз» (2021) — начало 5 эпизода (сцена исчезновения Елены Беловой, 2018 г.)
17. Сериал «Соколиный глаз» (2021) — начало 3 эпизода (убийство Ронином Уильяма Лопеса и членов его банды, между 2018 и 2023 гг.)
18. Сериал «Соколиный глаз» (2021) — середина 4 эпизода (убийства Ронина в воспоминаниях Клинта, между 2018 и 2023 гг.)
19. Сериал «Лунный рыцарь» (2022) — 5 эпизод (воспоминания Марка Спектора о получении сил Лунного рыцаря в 2022 г.)
20. Сериал «Ванда/Вижн» (2021) — начало 4 эпизода (сцена возвращения Моники Рамбо и других людей в больнице после щелчка Халка, 2023 г.); параллельно:
  - Сериал «Соколиный глаз» (2021) — начало 5 эпизода (сцена возвращения Елены Беловой после щелчка Халка)
21. Сериал «Ванда/Вижн» (2021) — 8 эпизод (сцены визита Ванды в штаб-квартиру М.Е.Ч. и установления ею контроля над Уэствью — воспоминания Ванды)
22. Сериал «Ванда/Вижн» (2021) — конец 7 эпизода (флэшбек с прибытием Агаты Харкнесс в Уэствью)
23. Сериал «Ванда/Вижн» (2021) — основная часть сериала осенью 2023 г.
24. «Шан-Чи и легенда десяти колец» (2021) — основная часть фильма и сцены после титров
25. Сериал «Сокол и Зимний солдат» (2021) — 1—5 эпизоды весной 2024 г.
26. «Чёрная пантера: Ваканда навеки» — начало фильма (смерть и похороны Т’Чаллы весной 2024 г.)
27. «Человек-паук: Нет пути домой» (2021) — начало фильма (события, вызванные раскрытием личности Питера Паркера, летом 2024 г.)
28. Сериал «Сокол и Зимний солдат» (2021) — 6 эпизод летом 2024 г.
29. Сериал «Женщина-Халк: Адвокат» (2022) — основная часть 1 эпизода (автомобильная авария с участием Дженнифер Уолтерс и Брюса Бэннера; последующие исследования и тренировки в Мексике)
30. «Вечные» (2021) — эпизоды с Икарисом и Аяк в Южной Дакоте и на Аляске
31. «Вечные» (2021) — основная часть фильма и сцены после титров
32. «Человек-паук: Нет пути домой» (2021) — основная часть фильма (события, вызванные нарушением заклинания забвения, в ноябре 2024 г.); параллельно:
  - «Человек-паук: Нет пути домой» (2021) — сцена после титров (продолжение сюжета сцены после титров фильма «Веном 2»)
33. «Доктор Стрэндж: В мультивселенной безумия» (2022) — события поздней осенью 2024 г.
34. «Человек-паук: Нет пути домой» (2021) — финальные сцены фильма в декабре 2024 г.
35. Сериал «Соколиный глаз» (2021) — основная часть сериала (рождественская неделя 2024 г.); параллельно 4 эпизоду:
  - «Чёрная вдова» (2021) — сцена после титров
36. Сериал «Женщина-Халк: Адвокат» (2022) — начало и конец 1 эпизода, 2—3 эпизоды весной 2025 г.
37. Сериал «Лунный рыцарь» (2022) — основные события сериала весной 2025 г.
38. «Чёрная пантера: Ваканда навеки» (2022) — основные события фильма и сцена после титров весной 2025 г.
39. Сериал «Женщина-Халк: Адвокат» (2022) — 4—9 эпизоды летом 2025 г.
40. Сериал «Мисс Марвел» (2022) — основные события осенью 2025 г.
41. «Тор: Любовь и гром» (2022) — основные события фильма и сцены после титров осенью 2025 г.
42. Спецвыпуск «Ночной оборотень» (2022)
43. «Стражи Галактики: Праздничный спецвыпуск» (2022) — основные события в Рождество 2025 г.

### Альтернативные временные линии
Альтернативная временная линия с 965 г.
1. Мультсериал «Что, если…?» (2021) — 1 сезон, 7 эпизод («Что, если… Тор был бы единственным ребёнком?»)

Альтернативная временная линия с 1943 г.
1. Мультсериал «Что, если…?» (2021) — 1 сезон, 1 эпизод («Что, если… Капитан Картер была бы Первым мстителем?»)

Альтернативная временная линия с 1988 г.
1. Мультсериал «Что, если…?» (2021) — 1 сезон, 2 эпизод («Что, если… Т’Чалла стал бы Звёздным Лордом?»)

Альтернативная временная линия с 2010 г.
1. Мультсериал «Что, если…?» (2021) — 1 сезон, 6 эпизод («Что, если… Киллмонгер спас бы Тони Старка?»)

Альтернативная временная линия с 2011 г.
1. Мультсериал «Что, если…?» (2021) — 1 сезон, 3 эпизод («Что, если… мир утратил бы своих величайших героев?»)

Альтернативная временная линия с 2012 г.
1. Сериал «Локи» (2021) — 1 сезон

Альтернативная временная линия с 2015 г.
1. Мультсериал «Что, если…?» (2021) — 1 сезон, 8 эпизод («Что, если… Альтрон победил бы?»)

Альтернативная временная линия с 2016 г.
1. Мультсериал «Что, если…?» (2021) — 1 сезон, 4 эпизод («Что, если… Доктор Стрэндж потерял бы своё сердце вместо рук?»)

Альтернативная временная линия с 2018 г.
1. Мультсериал «Что, если…?» (2021) — 1 сезон, 5 эпизод («Что, если… зомби?!»)

Альтернативная временная линия Земли-838
1. «Доктор Стрэндж: В мультивселенной безумия» (2022) — сцена казни Стивена Стрэнджа-838;
2. «Доктор Стрэндж: В мультивселенной безумия» (2022) — события, вызванные перемещением Доктора Стрэнджа с Земли-616 и Америки Чавес.

## Актёрский состав и персонажи
Таблица включает актёров, которые появятся в нескольких фильмах и/или телесериалах Четвёртой фазы киновселенной Marvel.
- К — персонаж появляется с камео без упоминания в титрах
- Ф — персонаж появляется на фотографии
- Г — звучит только голос персонажа / озвучка

| Персонаж                                       | Фильмы              | Сериалы и спецвыпуски | Анимация             |
| ---------------------------------------------- | ------------------- | --------------------- | -------------------- |
| Клинт Бартон Соколиный глаз / Ронин            | Джереми РеннерКФГ   | Джереми Реннер        | Джереми РеннерГ      |
| Брюс Бэннер Халк / Умный Халк                  | Марк РуффалоК       | Марк Руффало          | Марк РуффалоГ        |
| Вонг                                           | Бенедикт Вонг       | Бенедикт Вонг         | Бенедикт ВонгГ       |
| Грут                                           | Вин ДизельГ         | Вин ДизельГ           | Вин ДизельГ          |
| Дракс Разрушитель                              | Дейв Батиста        | Дейв Батиста          | Фред ТаташорГ        |
| Кэрол Дэнверс Капитан Марвел                   | Бри ЛарсонК         | Бри ЛарсонК           | Александра ДэниелсГ  |
| Питер Квилл Звёздный Лорд                      | Крис Прэтт          | Крис Прэтт            | Брайан Т. ДеланиГ    |
| Дарси Льюис                                    | Кэт Деннингс        | Кэт Деннингс          | Кэт ДеннингсГ        |
| Небула                                         | Карен Гиллан        | Карен Гиллан          | Карен ГилланГ        |
| Краглин Обфонтери                              | Шон Ганн            | Шон Ганн              | Шон ГаннГ            |
| Ракета                                         | Брэдли КуперГ       | Брэдли КуперГ         | Брэдли КуперГ        |
| Сиф                                            | Джейми Александер   | Джейми АлександерК    | Джейми АлександерГ   |
| Елена Белова Чёрная вдова                      | Флоренс Пью         | Флоренс Пью           |                      |
| Эмиль Блонски Мерзость                         | Тим РотКГ           | Тим Рот               |                      |
| Агент Сэди Дивер                               | Алисия РейнерК      | Алисия Рейнер         |                      |
| Агент П.Клири                                  | Ариан Моайед        | Ариан Моайед          |                      |
| Ванда Максимофф Алая ведьма                    | Элизабет Олсен      | Элизабет Олсен        |                      |
| Мантис                                         | Пом Клементьефф     | Пом Клементьефф       |                      |
| Графиня Валентина Аллегра де Фонтейн           | Джулия Луи-Дрейфус  | Джулия Луи-Дрейфус    |                      |
| Гамора                                         | Зои Салдана         |                       | Синтия МакуильямсГ   |
| Окойе                                          | Данай Гурира        |                       | Данай ГурираГ        |
| Кристина Палмер                                | Рейчел Макадамс     |                       | Рейчел МакадамсГ     |
| Питер Паркер Человек-паук                      | Том Холланд         |                       | Хадсон ТемзГ         |
| Рамонда                                        | Анджела Бассетт     |                       | Анджела БассеттГ     |
| Наташа Романофф Чёрная вдова                   | Скарлетт Йоханссон  |                       | Лейк БеллГ           |
| Таддеус Росс                                   | Уильям Хёрт         |                       | Майкл МакгиллГ       |
| Стивен Стрэндж                                 | Бенедикт Камбербэтч |                       | Бенедикт КамбербэтчГ |
| Тор                                            | Крис Хемсворт       |                       | Крис ХемсвортГ       |
| Джейн Фостер Могучий Тор                       | Натали Портман      |                       | Натали ПортманГ      |
| Хэппи Хоган                                    | Джон Фавро          |                       | Джон ФавроГ          |
| Шури                                           | Летиша Райт         |                       | Озиома АкагаГ        |
| Джеймс «Баки» Барнс Зимний солдат / Белый волк |                     | Себастиан Стэн        | Себастиан СтэнГ      |
| Жорж Батрок                                    |                     | Жорж Сен-Пьер         | Жорж Сен-ПьерГ       |
| Вижн                                           |                     | Пол Беттани           | Пол БеттаниГ         |
| Шэрон Картер Торговец силой                    |                     | Эмили Ванкэмп         | Эмили ВанкэмпГ       |

## Маркетинг
В начале января 2021 года Marvel объявила о проекте «Marvel Must Haves» («Marvel-необходимость»), в которой будут представлены новые игрушки, игры, книги, одежда, предметы домашнего декора и другие товары от компаний Hasbro, Lego, Funko, Her Universe, Loungefly и других, основанные на персонажах и событиях сериалов «Ванда/Вижн», «Сокол и Зимний солдат», «Локи», «Что, если…?», «Соколиный глаз» и «Мисс Марвел». Проект стартовал 18 января 2021 года, новые выпуски выходят каждый понедельник до конца 2021 года. Пол Гиттер, старший вице-президент Marvel по лицензированию, назвал проект «беспрецедентным еженедельным праздником» с товарами, которые «достоверно передают каждый новый эпизод».

## Релиз на носителях
| Фильм                                     | Цифровой релиз  | Релиз на DVD/Blu-ray-носителях |
| ----------------------------------------- | --------------- | ------------------------------ |
| Чёрная вдова                              | 10 августа 2021 | 14 сентября 2021               |
| Шан-Чи и легенда десяти колец             | 12 ноября 2021  | 30 ноября 2021                 |
| Вечные                                    | 12 января 2022  | 15 февраля 2022                |
| Человек-паук: Нет пути домой              | 15 марта 2022   | 12 апреля 2022                 |
| Доктор Стрэндж: В мультивселенной безумия | 22 июня 2022    | 26 июля 2022                   |

В июне 2021 года Мэтт Митович из издания «TV Line» сообщил, что пока нет планов по выпуску сериалов Disney+ на физических носителях.

## Кассовые сборы
| Фильм                                     | Дата выхода (РФ) | Сборы          | Сборы          | Сборы       | Сборы          | Место          | Место    | Место    | Бюджет         | Ссылки          |
| Фильм                                     | Дата выхода (РФ) | В США и Канаде | Другие страны  | В России    | Во всём мире   | В США и Канаде | В России | Весь мир | Бюджет         | Ссылки          |
| ----------------------------------------- | ---------------- | -------------- | -------------- | ----------- | -------------- | -------------- | -------- | -------- | -------------- | --------------- |
| Чёрная вдова                              | 8 июля 2021      | $183 651 655   | $196 100 000   | $9 515 922  | $379 751 655   | 257            | 420      | 353      | $200 млн       | [ 330 ] [ 331 ] |
| Шан-Чи и легенда десяти колец             | 2 сентября 2021  | $224 543 292   | $207 700 000   | $8 990 163  | $432 243 292   | 170            | 480      | 288      | $150 млн       | [ 332 ] [ 333 ] |
| Вечные                                    | 8 ноября 2021    | $164 870 234   | $237 194 665   | $9 186 742  | $402 064 899   | 329            | 600      | 326      | $200 млн       | [ 334 ] [ 335 ] |
| Человек-паук: Нет пути домой              | 15 декабря 2021  | $804 793 477   | $1 096 439 073 | $46 118 695 | $1 901 232 550 | 3              | 13       | 6        | $200 млн       | [ 336 ] [ 337 ] |
| Доктор Стрэндж: В мультивселенной безумия | 6 мая 2022       | $410 636 284   | $542 435 074   | N/A         | $954 071 358   | 34             | N/A      | 58       | $200 млн       | [ 338 ] [ 339 ] |
| Тор: Любовь и гром                        | 8 июля 2022      | $316 064 051   | $382 800 000   | N/A         | $698 864 051   | 84             | N/A      | 133      | $250 млн       | [ 340 ] [ 341 ] |
| Четвёртая фаза                            | Четвёртая фаза   | $2 104 558 993 | $2 662 668 812 | $73 811 522 | $4 767 227 805 | N/A            | N/A      | N/A      | $1,2–1,25 млрд | [ 342 ] [ 343 ] |
| В среднем                                 | В среднем        | $350 759 832   | $443 778 135   | $17 268 106 | $794 537 968   | N/A            | N/A      | N/A      | $200–208,3 млн | $200–208,3 млн  |

## Приём и оценки

### Пояснение
В преддверии премьеры сериала «ВандаВижн», который запустил новую фазу, Джулия Александер из издания «The Verge» задалась вопросом, не будет ли студия Marvel перенасыщать аудиторию новым контентом, заявив, что, по сути, «выход нового проекта Marvel каждую неделю [в 2021 году] является либо благословением, либо проклятием» в зависимости от благосклонности зрителей. Отметив вероятность некой усталости от франшизы, Александер написала, что Marvel Studios и Disney больше всего беспокоит потеря доверия со стороны фанатов, указывая на трилогию сиквелов «Звёздных войн» (2015—2019) в качестве примера недовольства большинства фанатов качеством новых фильмов. Джулию Александер воодушевил тот факт, что Файги возглавил разработку сериалов для Disney+, в отличие от прошлых телесериалов Marvel, разработкой которых руководил глава Marvel Television Джефом Лоубом и чьи сюжеты не влияли на фильмы КВМ. Александер отметила, что «студии просто нужно продолжать делать то, что она уже делает», чтобы «тот же уровень внимания», уделённого созданию всеобъемлющей истории Саги Бесконечности, был присущ и сериалам на Disney+. Описав сериал «Сокол и Зимний солдат» как «шестичасовой фильм», Кристиан Голуб из «Entertainment Weekly» отметил, что подобная ситуация привела к тому, что сериал «пытался сделать слишком много и слишком мало одновременно». Автор выразил надежду, что будущие сералы Marvel на Disney+ будут больше похожи на телесериал, как это было с «ВандаВижн», даже без использования мета-отсылок.

### Реакция критиков
| Фильм                                     | Rotten Tomatoes    | Rotten Tomatoes (оценка) | Metacritic      |
| ----------------------------------------- | ------------------ | ------------------------ | --------------- |
| Чёрная вдова                              | 79 % (445 отзывов) | 6,9                      | 67 (57 отзывов) |
| Шан-Чи и легенда десяти колец             | 91 % (331 отзыв)   | 7,5                      | 71 (52 отзыва)  |
| Вечные                                    | 47 % (397 отзывов) | 5,6                      | 52 (62 отзыва)  |
| Человек-паук: Нет пути домой              | 93 % (410 отзывов) | 7,9                      | 71 (60 отзывов) |
| Доктор Стрэндж: В мультивселенной безумия | 74 % (440 отзывов) | 6,5                      | 60 (65 отзывов) |
| Тор: Любовь и гром                        | 65 % (412 отзывов) | 6,5                      | 57 (64 отзыва)  |
| Ночной Оборотень                          | 90 % (103 отзыва)  | 7,6                      | 69 (17 отзывов) |
| Чёрная Пантера: Ваканда навеки            | 84 % (307 отзывов) | 7,2                      | 67 (61 отзыв)   |
| Стражи Галактики: Праздничный спецвыпуск  | 89 % (35 отзывов)  | 7,7                      | 80 (6 отзывов)  |
| Средний рейтинг                           | 77 %               | 6,9/10                   | 64              |

| Телесериал            | Rotten Tomatoes    | Rotten Tomatoes (оценка) | Metacritic      |
| --------------------- | ------------------ | ------------------------ | --------------- |
| Ванда/Вижн            | 91 % (407 отзывов) | 7,8                      | 77 (43 отзыва)  |
| Сокол и Зимний солдат | 86 % (330 отзывов) | 7,3                      | 74 (32 отзыва)  |
| Локи                  | 92 % (324 отзыва)  | 7,9                      | 74 (32 отзыва)  |
| Что, если…?           | 94 % (100 отзывов) | 7,9                      | 69 (16 отзывов) |
| Соколиный глаз        | 92 % (170 отзывов) | 7,5                      | 66 (27 отзывов) |
| Лунный рыцарь         | 86 % (236 отзывов) | 7,6                      | 69 (27 отзывов) |
| Мисс Марвел           | 98 % (266 отзывов) | 8,2                      | 78 (23 отзыва)  |
| Я есть Грут           | 87 % (15 отзывов)  | 7,7                      | ---             |
| Женщина-Халк          | 84 % (307 отзывов) | 7,2                      | 67 (26 отзывов) |
| Средний рейтинг       | 90 %               | 7,6/10                   | 71              |

### Реакция зрителей
| Фильм                                     | Rotten Tomatoes         | Rotten Tomatoes (оценка) | IMDb                   | КиноПоиск                | CinemaScore | Metacritic             |
| ----------------------------------------- | ----------------------- | ------------------------ | ---------------------- | ------------------------ | ----------- | ---------------------- |
| Чёрная вдова                              | 91 % (10 тыс. отзывов)  | 4,5                      | 6,7 (350 тыс. отзывов) | 6,2 (262,5 тыс. отзывов) | A-          | 6,0 (1425 отзывов)     |
| Шан-Чи и легенда десяти колец             | 92 % (25 тыс. отзывов)  | 4,5                      | 7,4 (349 тыс. отзывов) | 7,3 (420 тыс. отзывов)   | A           | 7,1 (788 отзывов)      |
| Вечные                                    | 72 % (10 тыс. отзывов)  | 3,8                      | 6,3 (330 тыс. отзывов) | 6,4 (155 тыс. отзывов)   | B           | 6,2 (1,6 тыс. отзывов) |
| Человек-паук: Нет пути домой              | 96 % (50 тыс. отзывов)  | 4,8                      | 8,2 (800 тыс. отзывов) | 8,0 (318 тыс. отзывов)   | A+          | 8,6 (2,8 тыс. отзывов) |
| Доктор Стрэндж: В мультивселенной безумия | 76 % (25 тыс. отзывов)  | 3,9                      | 6,9 (401 тыс. отзывов) | 6,5 (122 тыс. отзывов)   | B+          | 5,9 (815 отзывов)      |
| Тор: Любовь и гром                        | 59 % (25 тыс. отзывов)  | 3,4                      | 6,2 (300 тыс. отзывов) | 6 (135 тыс. отзывов)     | B           | 4,8 (916 отзывов)      |
| Ночной Оборотень                          | 89 % (2,5 тыс. отзывов) | 4,3                      | 7,2 (46 тыс. отзывов)  | 6,8 (11 тыс. отзывов)    | -           | 7,1 (55 отзывов)       |
| Чёрная Пантера: Ваканда навеки            | 80 % (25 тыс. отзывов)  | 4,1                      | 6,7 (182 тыс. отзывов) | 6,2 (66 тыс. отзывов)    | A           | 5,3 (790 отзывов)      |
| Стражи Галактики: Праздничный спецвыпуск  | 80 % (1 тыс. отзывов)   | 4                        | 6,9 (52 тыс. отзывов)  | 7 (1 тыc. отзывов)       | -           | 7,4 (61 отзыв)         |
| Средний рейтинг                           | 82 %                    | 4,1/5                    | 6,9                    | 6,7                      | A-          | 6,4                    |

| Телесериал            | Rotten Tomatoes        | Rotten Tomatoes (оценка) | IMDb                   | КиноПоиск               | Metacritic        |
| --------------------- | ---------------------- | ------------------------ | ---------------------- | ----------------------- | ----------------- |
| Ванда/Вижн            | 88 % (10 тыс. отзывов) | 4,4                      | 7,9 (313 тыс. отзывов) | 7,5 (61,4 тыс. отзывов) | 7,0 (643 отзыва)  |
| Сокол и Зимний солдат | 82 % (5 тыс. отзывов)  | 4,2                      | 7,2 (197 тыс. отзывов) | 6,2 (40 тыс. отзывов)   | 5,7 (350 отзывов) |
| Локи                  | 90 % (10 тыс. отзывов) | 4,5                      | 8,2 (280 тыс. отзывов) | 7,7 (96 тыс. отзывов)   | 7,2 (354 отзыва)  |
| Что, если…?           | 93 % (5 тыс. отзывов)  | 4,7                      | 7,4 (97 тыс. отзывов)  | 6,9 (16 тыс. отзывов)   | 6,7 (110 отзывов) |
| Соколиный глаз        | 89 % (10 тыс. отзывов) | 4,4                      | 7,5 (174 тыс. отзывов) | 7,0 (23,3 тыс. отзывов) | 6,5 (155 отзыв)   |
| Лунный рыцарь         | 89 % (5 тыс. отзывов)  | 4,5                      | 7,3 (215 тыс. отзывов) | 7,2 (28,9 тыс. отзывов) | 6,9 (231 отзывов) |
| Мисс Марвел           | 80 % (10 тыс. отзывов) | 4,1                      | 6,2 (83 тыс. отзывов)  | 5,7 (7 тыс. отзывов)    | 3,7 (322 отзывов) |
| Я есть Грут           | 73 % (100 отзывов)     | 3,8                      | 6,7 (22 тыс. отзывов)  | 7,1 (6,3 тыс. отзывов)  | 6,7 (19 отзывов)  |
| Женщина-Халк          | 33 % (25 тыс. отзывов) | 2,1                      | 5,1 (150 тыс. отзывов) | 5,7 (16,5 тыс. отзывов) | 2,6 (716 отзывов) |
| Средний рейтинг       | 80 %                   | 4,1/5                    | 7                      | 6,7                     | 5,8               |

## Связанные проекты

### «Marvel Studios: Легенды»
В декабре 2020 года было анонсировано о выходе нового проекта для Disney+ под названием «Marvel Studios: Легенды». В нём будут рассмотрены отдельные герои, злодеи, артефакты и важные моменты киновселенной перед выходом новых фильмов и сериалов Четвёртой фазы. Премьера первых двух эпизодов состоялась 8 января 2021 года на Disney+. Каждый эпизод выходит перед релизом фильма или сериала; уже были рассмотрены Ванда Максимофф, Вижн, Сокол, Зимний солдат, Земо, Шэрон Картер, Локи, Тессеракт, Чёрная вдова, Пегги Картер, Инициатива «Мстители», Опустошители, Десять колец, Соколиный глаз, Доктор Стрэндж, Вонг, Алая ведьма, Тор, Джейн Фостер и Валькирия.

### «Marvel Studios: Общий сбор»
В феврале 2020 года было объявлено о выходе документального проекта «Marvel Studios: Общий сбор». Каждый выпуск будет посвящён созданию фильмов и телесериалов КВМ и будет включать закадровые интервью актёров, режиссёров и продюсеров. Первый эпизод под названием «Создание „Ванда/Вижн“» вышел на Disney+ 12 марта 2021 года. Затем последовали эпизоды о создании «Сокола и Зимнего солдата», «Локи», «Чёрной вдовы», первого сезона «Что, если…?», «Шан-Чи и легенды десяти колец», «Соколиного глаза», «Вечных», «Лунного рыцаря», «Доктора Стрэнджа: В мультивселенной безумия» и «Мисс Марвел».

### «Я есть Грут»
| Сериал      | Сезон | Эпизоды | Премьерный показ | Главный сценарист | Режиссёр      | Статус  |
| ----------- | ----- | ------- | ---------------- | ----------------- | ------------- | ------- |
| Я есть Грут | 1     | 5       | 10 августа 2022  | Кирстен Лепур     | Кирстен Лепур | Выпущен |

Сюжет каждого короткометражного фильма сосредоточен на растущем Малыше Груте, который отправляется в приключения в компании новых и необычных персонажей, доставляющих ему неприятности.
В декабре 2020 года было объявлено о создании серии фотореалистичных анимационных короткометражек «Я есть Грут» для Disney+. Производство началось в августе 2021 года. Кирстен Лепур выступает режиссёром, исполнительным продюсером и главным сценаристом проекта. В июне 2022 года была подтверждено, что Вин Дизель вновь озвучит Малыша Грута. Премьера пяти короткометражек «Я есть Грут» состоялась на Disney+ 10 августа 2022 года. В разработке находятся пять дополнительных короткометражек.
События «Я есть Грут» расположены между сценой после титров «Стражей Галактики» и сюжетом «Стражей Галактики. Часть 2». Брэдли Купер вернётся к озвучке Ракеты.

### Комикс-приквелы и тай-ины
| Название                                            | Выпуски | Дата публикации | Дата публикации  | Автор(ы) сценария                                                                          | Автор(ы) рисунка |
| Название                                            | Выпуски | Первый выпуск   | Последний выпуск | Автор(ы) сценария                                                                          | Автор(ы) рисунка |
| --------------------------------------------------- | ------- | --------------- | ---------------- | ------------------------------------------------------------------------------------------ | --- |
| Чёрная вдова. Прелюдия Marvel’s Black Widow Prelude | 2       | 15 января 2020  | 19 февраля 2020  | Питер Дэвид                                                                                | К. Ф. Вилла |
| Вечные: 500-летняя война Eternals: The 500 Year War | 7       | 12 января 2022  | 12 января 2022   | Дэн Абнетт, Аки Янаги, Джонминь Шин, Джу-Йон Пак, Дэвид Мачо, Рафаэль Скавоне и Ифань Цзян | Джеффо, Мэтт Милла, Джо Сабино, Рики Ягава, Карлос Масиас, До Гюн Ким, Фернандо Сифуэнтес, Магда Прайс, Пит Пантазис, Марсио Фиорито, Фелипе Собрейро и Гунджи |

## Комментарии
1. ↑  «Чёрная вдова» вышла одновременно в кинотеатрах и на Disney+[43].
2. 1 2 3  28 февраля 2022 года компания Disney объявила о приостановке проката своих фильмов на территории РФ из-за вторжения России на Украину. В данной ячейке таблицы указана дата выхода фильма в прокат США
3. ↑  Сериалы «Локи» и «Что, если…?» не входят в таблицу, так как их действия происходят вне основной временной линии КВМ[225][240]. По хронологии КВМ на Disney+ события сериалов расположены между «Мстителями: Финал» и «Ванда/Вижн»[302][303].
4. ↑  События финала первого сезона сериала «Локи» вызвали появление нескольких альтернативных временных линий.
5. ↑  В фильме «Мстители: Финал» (2019) во время путешествия Мстителей в события альтернативной битвы за Нью-Йорк 2012 года Локи, в случайных обстоятельствах получает Тессеракт и скрывается в портале. В результате, эта временная линия положила начало сюжету сериала «Локи».
6. ↑  Альтернативная версия персонажа, представленная в фильме «Мстители: Финал» (2019)[318][319].
7. ↑  Компания Disney объявила, что «Чёрная вдова» также заработала $125 млн во всём мире на стриминг-сервисе Disney+[327][328][329]